# دیگاه (لریک)
دیگاه (به لاتین: Digah) یک منطقه مسکونی در جمهوری آذربایجان است که در شهرستان لریک واقع شده است.

## ریشه واژه
دی در زبان‌های تالشی و تاتی به‌معنای روستا و گاه به‌معنای مکان و زمین است و معنای کلی آن به‌صورت زمین روستایی یا روستا است.